# Pedro Jesús López Pérez de Tudela
Pedro Jesús López Pérez de Tudela (Cartagena, Región de Murcia, España, 25 de agosto de 1983) es un futbolista español. Juega de defensa y su último equipo fue el Fútbol Club Torrevieja de la Tercera División de España.

## Trayectoria
Pedro López se formó en los alevines e infantiles de El Algar, el equipo del pueblo en el que creció (perteneciente al término municipal de Cartagena). 
En edad juvenil, jugó en División de Honor Juvenil con el FC Cartagena y debutó con 17 años con el Cartagonova de la mano del uruguayo José Carlos Trasante, en Segunda B (temporada 2000/01). 
En 2001 le fichó el Real Madrid, donde en su primer año jugó en el juvenil de División de Honor Juvenil y las temporadas 2002 a 2004 jugó en el Real Madrid C donde dispuso de algunos minutos en el Real Madrid B en Segunda B. 
En la 2004/05 fichó por el FC Cartagena de Segunda B, donde sólo consiguió la continuidad a final de la temporada de la mano del entrenador Juan Ignacio Martínez. 
Tras concluir la temporada el jugador consideró ridícula la oferta de renovación del Efesé, aunque declaró que su ilusión hubiese sido quedarse en su ciudad natal, quedó libre y se marchó al Associazione Calcio Arezzo de la liga italiana en la Serie B en la 2005/06. En esa campaña tuvo una lesión grave y estuvo inactivo durante toda la temporada. 
En la 2006/07 se marchó cedido al Génova FC de Serie B. La temporada siguiente volvió al AC Arezzo.
En 2008 emprende la aventura hacia Armenia al fichar por el FC Mika de la Primera División de Armenia, proclamándose campeón de la Copa de Armenia en 2011 y llegando a jugar en las rondas previas de la Europa League.
En agosto de 2011 ficha por el Club de Fútbol La Unión de Segunda B, dónde no pudo conseguir con su equipo mantener la categoría.
En agosto de 2012 firma con el FC Torrevieja de la Tercera División del Grupo de la Comunidad Valenciana para intentar lograr el ascenso a la Segunda B.

## Clubes
| Club                    | País    | Año       |
| ----------------------- | ------- | --------- |
| FC Cartagena            | España  | 2001      |
| Real Madrid C           | España  | 2001-2004 |
| Real Madrid B           | España  | 2002      |
| FC Cartagena            | España  | 2004-2005 |
| AC Arezzo               | Italia  | 2005-2006 |
| Génova FC               | Italia  | 2006-2007 |
| AC Arezzo               | Italia  | 2007-2008 |
| FC MIKA                 | Armenia | 2008-2011 |
| Club de Fútbol La Unión | España  | 2011-2012 |
| Fútbol Club Torrevieja  | España  | 2012-2013 |

## Selección nacional
Fue internacional sub-17 y sub-19. Con esta última disputó un total de 4 partidos, anteriores al Europeo sub-19 de 2002 aunque al final no fue convocado para el mismo. Coincidió con hombres como Iniesta, Torres, Arbeloa, Reyes o Jarque.

## Palmarés
- 1 Copa de Armenia: 2011